# Tịnh Giang
Tịnh Giang là một xã thuộc huyện Sơn Tịnh, tỉnh Quảng Ngãi, Việt Nam.

## Địa lý
Xã Tịnh Giang có diện tích 17,24 km², dân số năm 1999 là 7.677 người, mật độ dân số đạt 445 người/km². 

## Hành chính
Xã Tịnh Giang được chia thành 5 thôn: Cù Và, Đông Hòa, An Hòa, An Kim, Phước Thọ.